# قشلاق باقرسلي علي سهامي (مقاطعة بيله سوار)
قشلاق باقرسلي علي سهامي (بالفارسية: قشلاق باقرسلی علی سهامی) هي منطقة سكنية تقع في إيران في أردبيل. يقدر عدد سكانها بـ 27 نسمة .